# Вукайлович, Боголюб
Боголюб «Лала» Вукайлович (серб. Богољуб "Лала" Вукајловић, хорв. Bogoljub "Lala" Vukajlović; 25 мая 1921, Бобота — март 1943, Громачник) — югославский хорватский крестьянин, партизан Народно-освободительной войны Югославии, Народный герой Югославии.

## Биография
Родился в 1921 году в Боботе (недалеко от Вуковара). До Второй мировой войны занимался земледелием. В 1940 году в село приехал коммунист Джоко Паткович, который основал молодёжную организацию и библиотеку «Серп и молот» (сербохорв. Срп и чекић / Srp i čekić). Среди посетителей библиотеки был и Боголюб Вукайлович. В начале 1941 года он был принят в Союз коммунистической молодёжи Югославии.
После оккупации Югославии в 1941 году он помогал Патковичу организовать убийство двоих усташей, которые следили за конфискацией зерна и закупали хлеб для немецкой армии. Боголюб избежал усташской мести, в ходе которой было расстреляно 30 крестьян и ещё столько же было сослано в лагерь смерти. После этого ушёл в подполье.
В начале 1942 года Вукайлович вышел из подполья и отправился на гору Диль, где вступил в диверсионную группу 2-го Славонского партизанского отряда и получил псевдоним «Лала». Быстро стал десятником, а затем командиром отдельного диверсионного взвода. Взвод действовал преимущественно на железной дороге и трассе Славонски-Брод — Белград. В 1942 году отрядом Боголюба было совершено около 20 диверсий на дороге: в ходе одной из них в декабре 1942 года на железнодорожной станции в Винковцах на воздух взлетел немецкий транспортный поезд. В том же году Вукайлович был принят в Коммунистическую партию Югославии.
Одним мартовским вечером 1943 года диверсионная группа обнаружила немецкий транспорт, отправлявшийся на Восточный фронт, после чего заминировала дорогу и атаковала поезд. По немецким солдатам был открыт огонь, но солдат вермахта было гораздо больше, поэтому Боголюб приказал солдатам отступать и велел им охранять путь к отступлению. Был ранен, однако продолжил оказывать сопротивление, пока не был убит. Тело так и осталось там лежать, но ночью его нашли товарищи и похоронили у Бродских Зденацев.
Указом президента Федеративной Народной Республики Югославии Иосипа Броза Тито от 27 ноября 1953 Боголюбу Вукайловичу посмертно присвоено звание Народного героя Югославии.
В настоящее имя его имя носит начальная школа в Боботе, а в том же месте находится и памятник партизану.